# A Verdade saindo do poço
A Verdade saindo do poço armada do seu chicote para castigar a humanidade (no original: La Vérité sortant du puits armée de son martinet pour châtier l'humanité) é um quadro realizado pelo artista francês Jean-Léon Gérôme em 1896.
A pintura pertence às coleções do museu Anne-de-Beaujeu, em Moulins, na França.